# Kovača Vas (Črnomelj, Slovenija)
Kovača vas je naselje u slovenskoj Općini Črnomelju. Kovača vas se nalazi u pokrajini Dolenjskoj i statističkoj regiji Jugoistočnoj Sloveniji. 

## Stanovništvo
Prema popisu stanovništva iz 2002. godine naselje je imalo 13 stanovnika.